# Gurania steinbachii
Gurania steinbachii är en gurkväxtart som beskrevs av Hermann August Theodor Harms. Gurania steinbachii ingår i släktet Gurania och familjen gurkväxter. Inga underarter finns listade i Catalogue of Life.